# Nikola Ilić (Leichtathlet)
Nikola Ilić (serbisch-kyrillisch Никола Илић, * 3. Oktober 2003) ist ein serbischer Leichtathlet, der sich auf den Dreisprung spezialisiert hat.

## Sportliche Laufbahn
Erste internationale Erfahrungen sammelte Nikola Ilić im Jahr 2021, als er bei den U20-Balkan-Hallenmeisterschaften in Sofia mit 14,09 m den neunten Platz im Dreisprung belegte. 2025 wurde er bei der 2. Liga der Team-Europameisterschaft in Maribor mit 15,84 m Sechster, ehe er bei den U23-Europameisterschaften in Bergen mit 15,64 m den siebten Platz belegte. Kurz darauf belegte er bei den Balkan-Meisterschaften in Volos mit 15,48 m den siebten Platz.
In den Jahren 2021 und 2025 wurde Ilić serbischer Meister im Dreisprung.